# George Burley
George Elder Burley (3 de junho de 1956) é um ex-futebolista, treinador e dirigente de futebol escocês.

## Carreira
George Burley competiu na Copa do Mundo FIFA de 1982, sediada na Espanha, na qual a seleção de seu país terminou na 15º colocação dentre os 24 participantes.